# Thomas Reade Rootes Cobb
Pour les articles homonymes, voir Cobb.
Thomas Reade Rootes Cobb (né le 10 avril 1823 dans le comté de Jefferson et mort le 13 décembre 1862 à Fredericksburg) est un avocat et homme politique américain. Il est également connu comme général des États confédérés d'Amérique durant la guerre de Sécession.
Il trouve la mort lors de la bataille de Fredericksburg.
Il est le frère d'Howell Cobb.